# Håkan Nyberg (jurist)
Karl Håkan Nyberg, född 9 juni 1944, är en svensk jurist som var lagman i Varbergs tingsrätt från 2001 till 2011.
Nyberg utnämndes 11 maj 1994 till chefsrådman i Göteborgs tingsrätt efter att före dess varit rådman i denna tingsrätt. Han utnämndes 8 mars 2001 till lagman i Varbergs tingsrätt.